# Julio René Martínez
Julio René Martínez Sicán (né le 27 septembre 1973 à Fraijanes) est un athlète guatémaltèque, spécialiste de la marche.

## Carrière
Il détient le record continental du 20 km marche depuis 1999, en 1 h 17 min 46 s.